# Gerd Oelschlegel
Gerd Oelschlegel (* 28. Oktober 1926 in Leipzig; † 15. Juli 1998 in Herrsching am Ammersee) war ein deutscher Dramatiker, Drehbuchautor und Regisseur.

## Leben
Oelschlegel war Verfasser von Dramen wie Die tödliche Lüge (1955) sowie Einer von sieben (1961). Die tödliche Lüge wurde 1955 in der Landesbühne Niedersachsen Nord uraufgeführt. In dem Stück wird das Schicksal eines Ehepaares aus der Sowjetischen Besatzungszone und dessen Versuche beleuchtet, in der westdeutschen Gesellschaft Fuß zu fassen.
Seine Stücke wie das 1956 entstandene Hörspiel Ein Lebenswerk werden auch heute noch gespielt. 1956 erhielt er das Stipendium des Lessing-Preises der Freien und Hansestadt Hamburg.
1957 wurde ihm neben Ingeborg Bachmann der Bremer Literaturpreis für sein Schauspiel Romeo und Julia in Berlin verliehen.
Daneben war er Autor der Drehbücher zahlreicher Hör- und Fernsehspiele und teilweise auch Regisseur. 1962 erhielt er den Deutschen Filmpreis in der Kategorie bestes Drehbuch für Zwei unter Millionen sowie 1964 eine besondere Anerkennung der Presse-Jury beim Adolf-Grimme-Preis für den Fernsehfilm Sonderurlaub, in dem es um eine gescheiterte Flucht aus der DDR geht, in dem Herwig Walter neben Fritz Wepper eine der Hauptrollen spielte. Zu seinen wichtigsten weiteren Arbeiten gehören Die Entscheidung (1963), Die Bürgermeister (1964), Ein Mann namens Pavlov (1965), Das Haus (1965), Besuch von drüben (1965), Das Experiment (1966), Hochspannung (1967), Die Reisetasche (1967), Verbotenes Spiel (1967) sowie Die Kinder von Geltenhausen (1968).
Daneben war er auch Regisseur der Werke anderer Autoren wie 1982 des Fernsehspiels Fluchthelfer gesucht nach dem Werk von Paul Mommertz sowie Drehbuchautor für die Fernsehserie Ein Heim für Tiere.